# Tour Obélisque
 (février 2016).
La tour Obélisque est un gratte-ciel résidentiel situé à Épinay-sur-Seine (Seine-Saint-Denis), en France. Composée de 164 appartements, elle se situe au 2-4 place d'Oberürsel, dans le quartier d'Orgemont.

## Construction et environnement local
Sa construction a débuté en 1970. Les travaux de gros-œuvre ont pris fin en 1971, pour une livraison du bâtiment en 1973. La tour est alors une résidence de standing, équipée de 4 ascenseurs, d'une VMC double-flux (rare et haut-de-gamme en 1970, et l'est encore aujourd'hui) et d'appartements aux larges volumes dotés de balcons filants sur trois de ses façades. A sa livraison, et pendant plusieurs années, elle a ainsi été dans une gamme comparable aux tours du Front de Seine, analogues en termes de bâti et d'équipement. 
Toutefois, elle n'a pas bénéficié du même environnement local, étant située au sein du quartier d'Orgemont, longtemps isolé et enclavé, et cernée de barres et de tours HLM sensiblement plus économiques, également construites par l'architecte Daniel Michelin dans les années 1950.
Depuis 2014, le terminus de la ligne 8 du tramway, Épinay-Orgemont, est situé face à cette tour.

## Dérive et évacuation
La tour subit de plein fouet une paupérisation progressive, corrélée au contexte du quartier Orgemont. Longtemps gérée par un syndic bénévole, et en difficulté financière depuis les années 2000, la copropriété est placée sous administration judiciaire en 2010. Ceci permet de prendre en charge d'importants frais courants (notamment du personnel qualifié, devant être présent 24h/24, IGH oblige) et de travaux. En 2019, l'ANAH a financé des travaux d'urgence à hauteur de 393 000 € au titre du Plan « Initiative Copropriété » et du projet NPNRU du quartier Orgemont. Toutefois, l'administrateur judiciaire n'a su prévenir la détérioration continue de la tour, ni redresser les comptes de la copropriété, le montant des impayés ne cessant d’augmenter (ceux-ci représentant finalement plus de 100% du budget prévisionnel). Et ce malgré un arrêté de 2013 de la mairie d’Épinay-sur-Seine, qui lui permet de se substituer aux copropriétaires défaillants.
Deux incendies criminels dans les caves de la tour en juillet et octobre 2017 ont encore aggravé la situation financière de la copropriété. L'administrateur judiciaire, avec l'aide d'un AMO, a pu obtenir une subvention exceptionnelle de l’ANAH de 1 800 000 € pour la réalisation des travaux d’urgence de mise en conformité incendie. 
En avril 2021, la tour est dans une situation critique : malgré d'autres travaux, dont la rénovation des chaudières, également financées par l'ANAH, l'édifice subit de nombreux dysfonctionnements : fuites d'eau multiples, coupures d'eau, chauffage défaillant, occupation des cages d'escalier et des parties communes par des individus extérieurs, et les dégradations conséquentes à l'ensemble de ces problèmes.
Vu la dégradation du bâti, et devant le résultat de trois expertises, le préfet décide de la frapper de plusieurs arrêtés, dont un de péril imminent le 5 novembre 2021 (les balcons pourraient décrocher à tout moment et emporter une partie des façades). 
Un autre arrêté préfectoral ordonne l'évacuation totale de l'édifice d'ici le 8 décembre de cette même année,. 
En outre, sa démolition était déjà évoquée par la mairie d'Épinay-sur-Seine à l'horizon de 7 ou 8 ans, mais celle-ci n'est pas encore entérinée. CDC Habitat a en effet racheté plusieurs lots d'appartements dans la tour à des copropriétaires défaillants, et l'ANAH y a investi plus de 2,5 millions d'euros. Quant au quartier d'Orgemont, il doit être rénové et requalifié d'ici à 2035, en partenariat avec Seine-Saint-Denis Habitat et CDC Habitat.